# Glockenturm Berlin

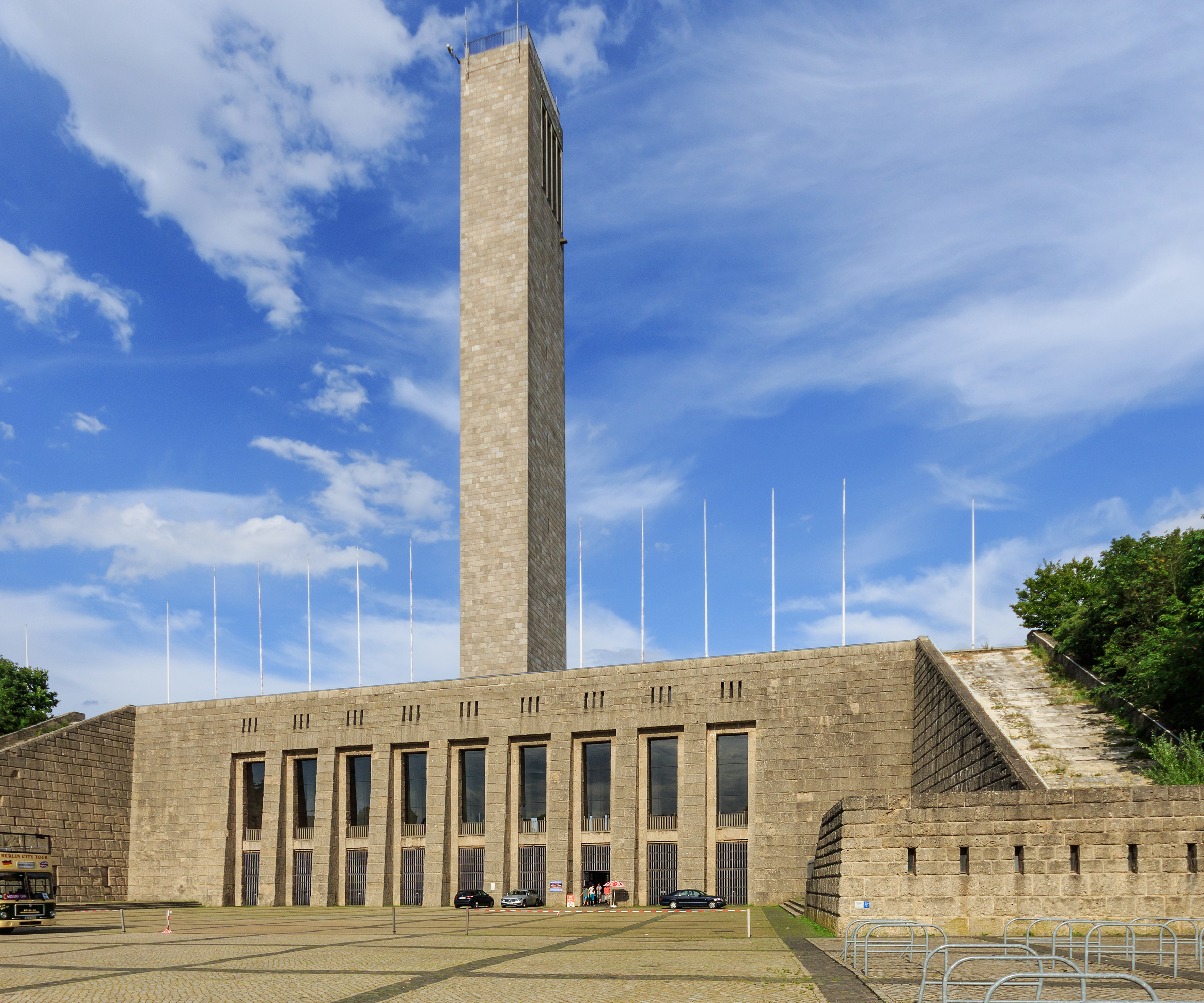
Glockenturm beim Olympiastadion Berlin

Der Glockenturm am Maifeld ist ein 77,17 Meter hoher Aussichtsturm auf dem Berliner Olympiagelände im Ortsteil Westend. Er wurde 1934–1936 nach Plänen von Werner March gebaut. Die Stahlskelettkonstruktion war mit Kalksteinplatten verkleidet.

## Geschichte

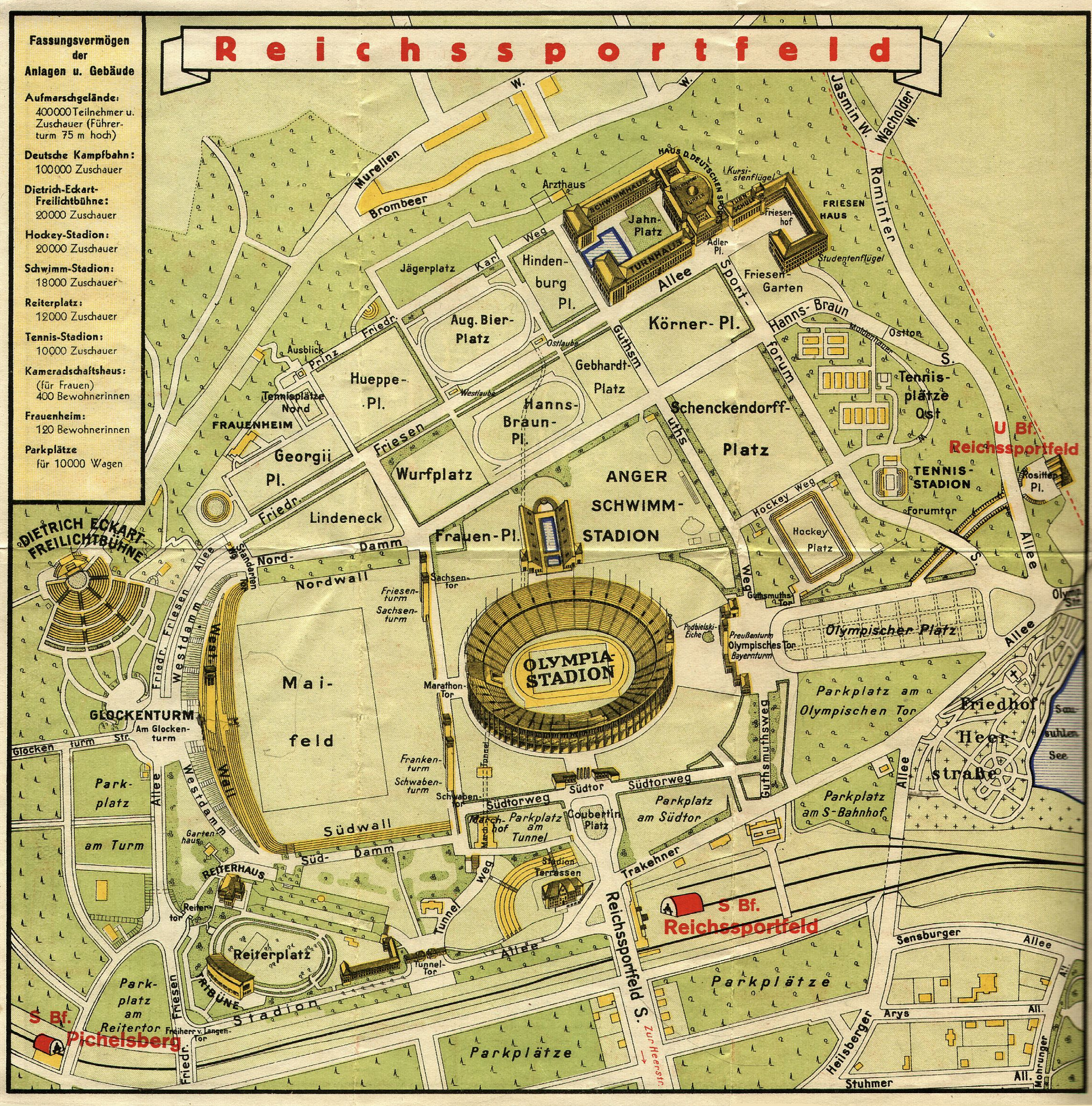
Reichssportfeld 1936

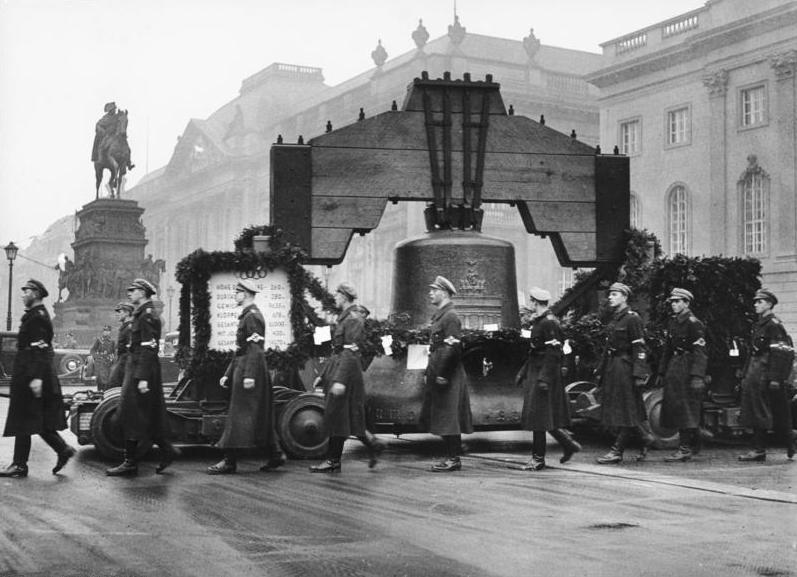
Präsentation der Olympiaglocke 1936

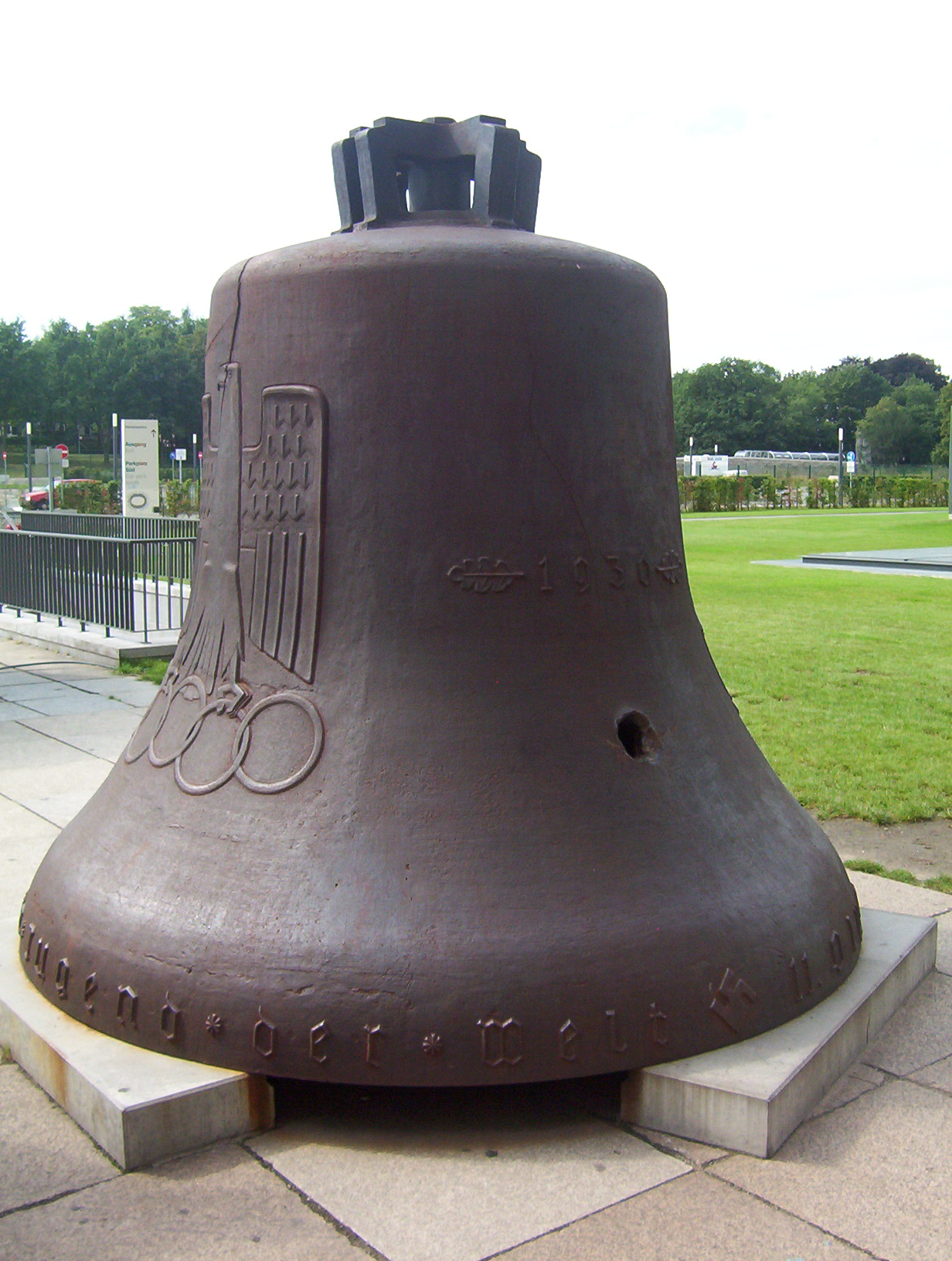
Funktionsunfähige Olympiaglocke als Denkmal

Der Glockenturm wurde anlässlich der Olympischen Sommerspiele 1936 gebaut. Zu den Olympischen Spielen in Berlin waren in den zahlreichen Stockwerken des Turmes Beobachtungsstände der Festleitung, der Polizei, des Sanitätsdienstes sowie der Rundfunk- und Filmberichterstattung untergebracht. Die darunterliegende Langemarckhalle zelebriert den „Mythos von Langemarck“ mit Kriegerehrung und Opfertod. Glockenturm und Langemarckhalle bilden mit einem als Westwall bezeichneten Hügel die westliche Begrenzung des Maifelds. Es entstand, bevor das gleichnamige Befestigungswerk erdacht wurde. In der Bauphase wurde der Glockenturm auch „Führerturm“ genannt. Unterhalb des Glockenturms, in den dem Maifeld zugewandten Tribünen, befand sich der sogenannte „Führerstand“, unter dem durch eine acht Meter breite Toröffnung große Menschenmassen den „Führer“ Adolf Hitler grüßend das Maifeld verlassen konnten.
Die 4,28 Meter hohe Olympiaglocke des ursprünglichen Turmes – mit einem Durchmesser von rund 2,8 Metern – wurde am 14. August 1935 vom Bochumer Verein für Gussstahlfabrikation gegossen und nach ihrer feierlichen Überführung am 11. Mai 1936 in den Glockenturm gehoben. Die Glocke wurde im Januar 1936 auf einem Tieflader (Culemeyer R 40) von Bochum nach Berlin überführt. Die Fahrt („Triumphzug“) durch verschiedene deutsche Städte wurde ausgiebig zur Propaganda für die Olympischen Spiele 1936 und „ein wiedererstarktes Reich“ genutzt und auch per Rundfunk übertragen.
Die Olympiaglocke war das Logo der Olympischen Spiele 1936. Mit den olympischen Ringen, dem Reichsadler und dem Brandenburger Tor darauf und in Verbindung mit dem olympischen Fackellauf, der olympischen Flamme im Stadion und dem olympischen Eid wurde die Glocke ein Symbol der Olympischen Spiele von Berlin. Am unteren Rand erhielt sie die Beschriftung: „Olympische Spiele 1936“, Hakenkreuze und „Ich rufe die Jugend der Welt“. Mit der Olympiaglocke, religiösen und römisch-antiken Traditionen folgend, reklamierte das NS-Regime solche auch für sich. In der Neuzeit verbreitete sich allgemein im europäischen Raum die säkulare Verwendung von Glocken. Sie wurden auf Kriegerdenkmälern zum Gedenken an tote Soldaten angebracht oder fanden zwischen 1934 und 1936 Platz auf Glockentürmen der drei NS-Ordensburgen – Ausbildungsstätten für zukünftiges Führungspersonal (Kader) der NSDAP. Im Jahr der Olympischen Spiele in Berlin erklärte Hans von Tschammer und Osten, seit 1933 Reichssportführer und -kommissar sowie Vorsitzender des Deutschen Reichsbundes für Leibesübungen (DRL) und des Nationalsozialistischen Reichsbundes für Leibesübungen (NSRL), die Olympiaglocke zum „ewigen Mahner an den Opfertod unserer Helden“ und zu einer „Verpflichtung“ für die Lebenden.

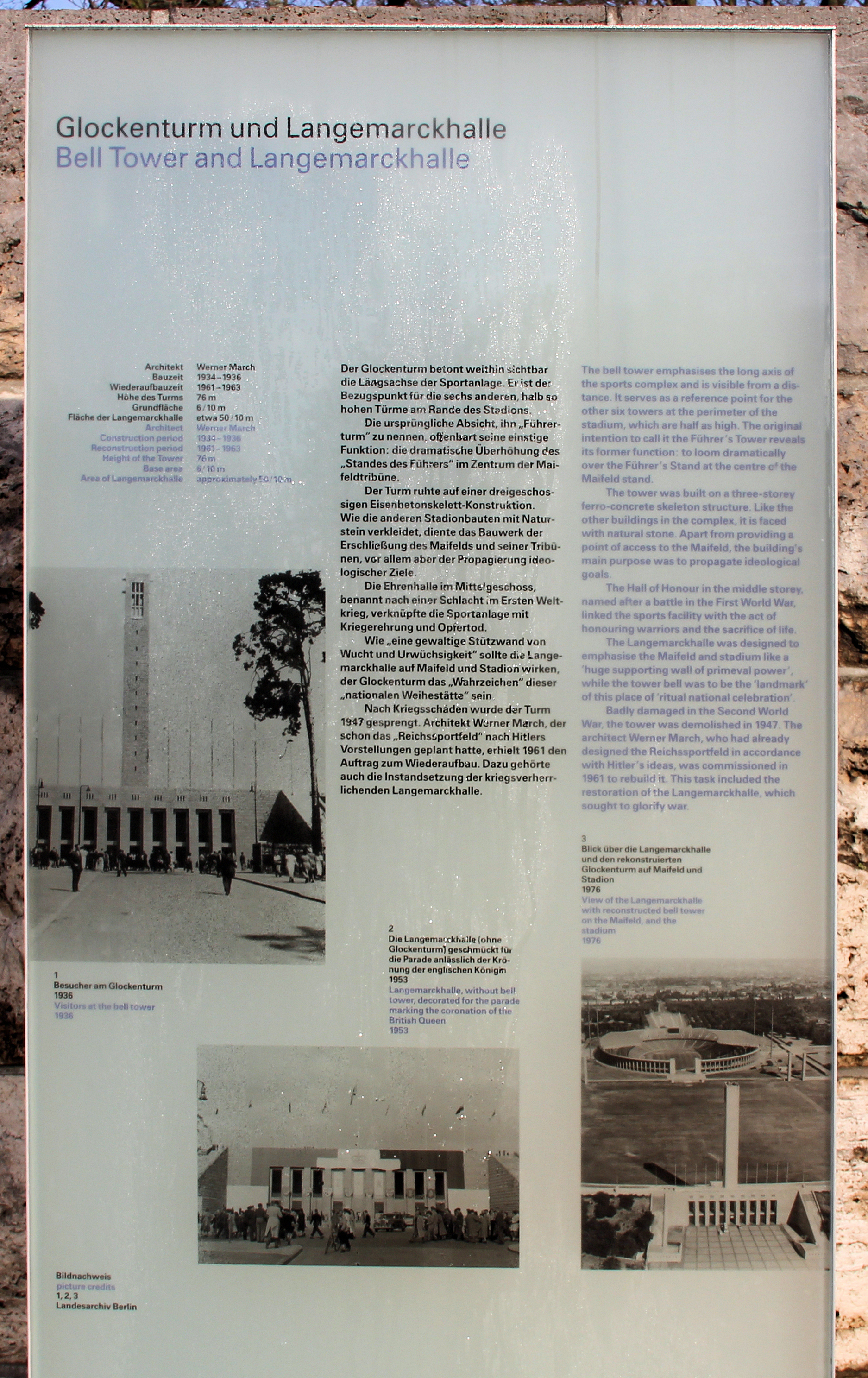
Gedenktafel für Glockenturm und Langemarckhalle

Das 75 Meter lange Mittelteil der Maifeldtribünen vor dem Turm ist nicht als Wall aufgeschüttet, sondern als ein dreigeschossiger Bau ausgeführt worden. In ihm war während des Zweiten Weltkriegs auch das Reichsfilmarchiv untergebracht. Nach dem Einmarsch der Roten Armee, vermutlich durch Nachlässigkeit der Militärs, fing dieses Archiv Feuer, und die große Hitze wurde durch den Turm wie durch einen Kamin abgeleitet. Dadurch wurden tragende Teile des Stahlskelettes verformt. Nach diesem Feuer zum Ende des Zweiten Weltkriegs war der Turm nicht mehr standsicher und wurde am 15. Februar 1947 von britischen Pionieren gesprengt.
Die ursprüngliche 9,6 Tonnen schwere Olympiaglocke, die vor der Sprengung 1947 nicht entfernt worden war, fiel bei der Aktion mit in die Tiefe und wurde durch einen vertikalen Sprung so schwer beschädigt, dass sie beim Wiederaufbau nicht verwendet werden konnte. Um Metalldiebstahl zu verhindern, wurde sie vergraben, 1956 mithilfe von Metalldetektoren wiederentdeckt und am 16. Dezember desselben Jahres ausgegraben. Zwischenzeitlich stand die Glocke auch vor einem Gebäude am Hanns-Braun-Stadion auf dem Olympiagelände. Heute ist sie Denkmal und Treffpunkt an der Südseite des Olympiastadions.

## Lage
Vom S-Bahnhof Pichelsberg (S-Bahn-Linien S3 und S9) führt der Weg über die Schirwindter Allee und Passenheimer Straße zum Glockenturm.

## Wiederaufbau

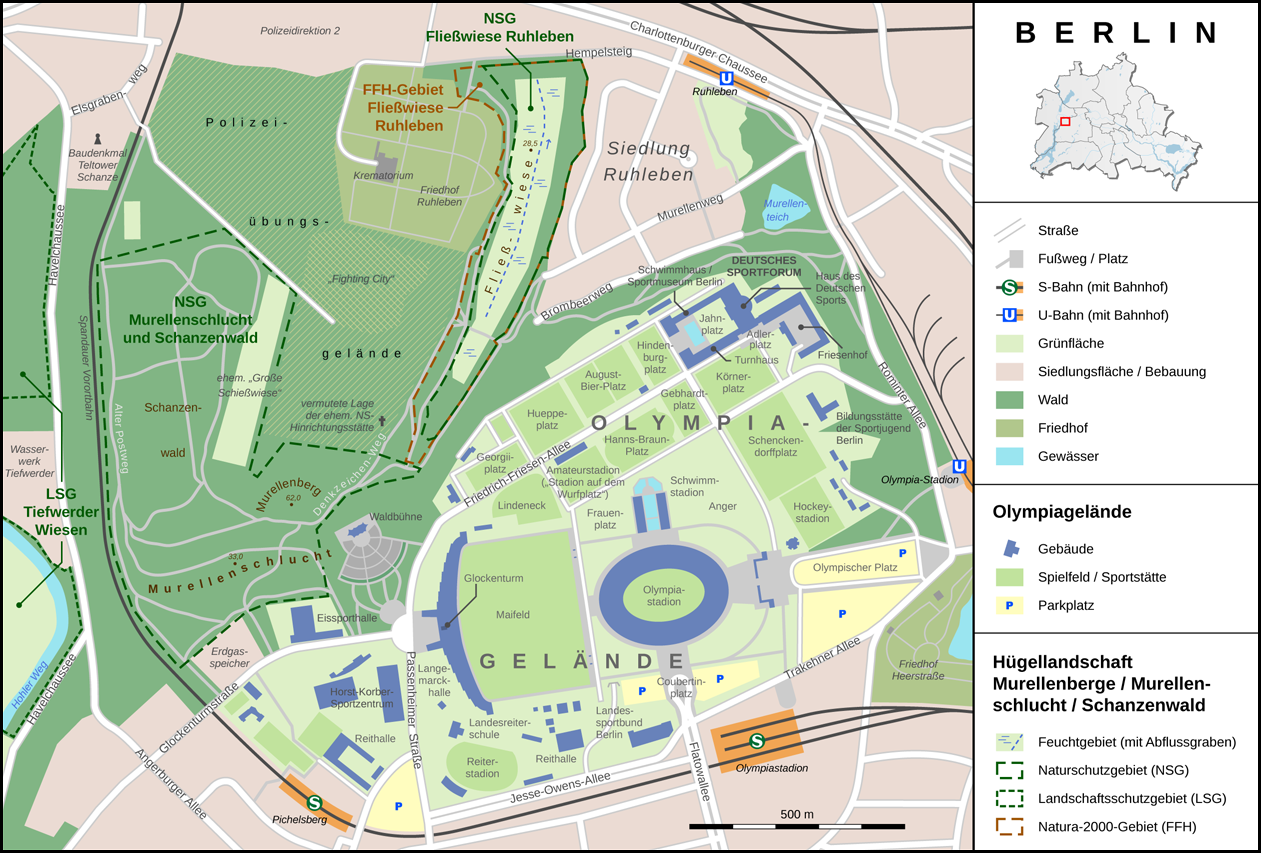
Lage des Glockenturms auf dem Berliner Olympiagelände

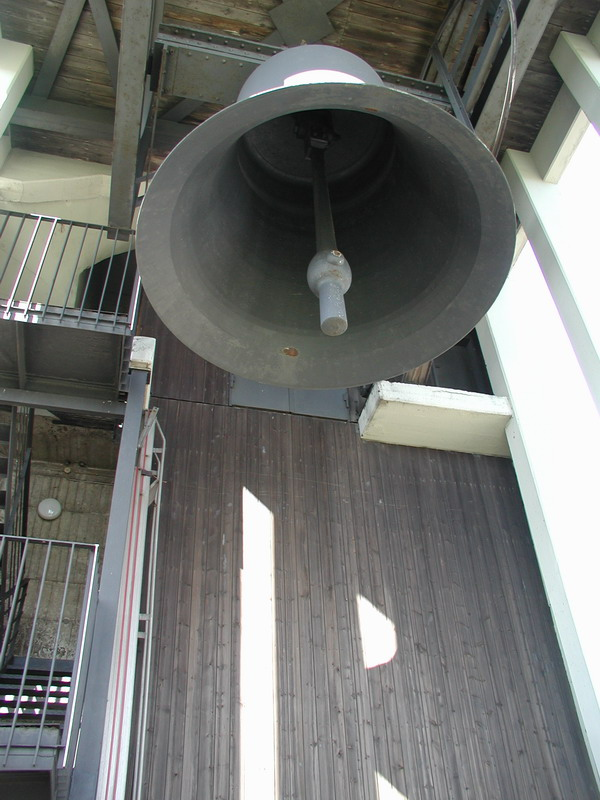
Neue Glocke im Glockenturm des Berliner Olympiastadions

Zwischen 1960 und 1962 wurde der Turm von Werner March nach den alten Plänen wieder aufgebaut. In ihm hängt eine neue – nur noch 4 1⁄2 Tonnen schwere – Olympiaglocke aus Stahl. Sie wurde wie die ursprüngliche Glocke vom Bochumer Verein für Gussstahlfabrikation gegossen. Sie ist mit Darstellungen des Bundesadlers und des Brandenburger Tores verziert und trägt am unteren Rand den Text „Olympische Spiele 1936“ und „Ich rufe die Jugend der Welt“ in Verbindung mit den olympischen Ringen. Die Glocke erzeugt den Schlagton fiso.

## Langemarckhalle

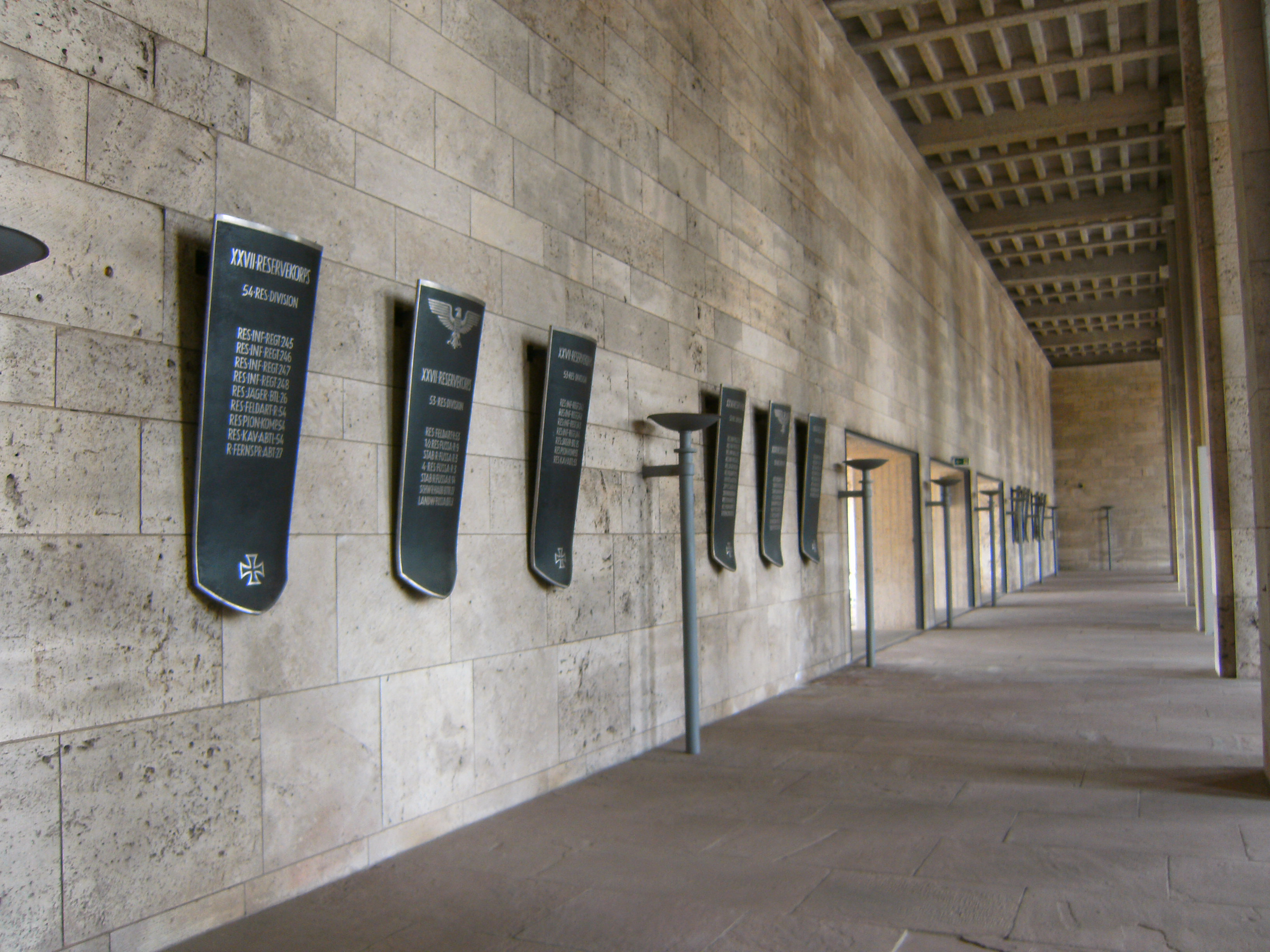
Glockenturm Berlin: Langemarckhalle (zur Erinnerung und zur Mahnung für Frieden)

Im Fuße des Turmes befindet sich im ersten Stockwerk die Langemarckhalle. Andere Räume auf dem Stockwerk und im EG dienten von 2006 bis 2019 der multimedialen Dauerausstellung „Geschichtsort Olympiagelände 1909 – 1936 – 2006“ des Deutschen Historischen Museums. 2019 begannen Sanierungsarbeiten, langfristig soll das Sportmuseum Berlin in den Glockenturm umziehen.

## Panoramasicht

360°-Panoramablick von der Aussichtsplattform des Glockenturms

Der Glockenturm ist vom 1. April bis 1. November täglich geöffnet. Ein Expressaufzug befördert Besucher zu den Aussichtsplattformen, die einen Rundumblick in der Nähe unter anderem auf den Olympiapark, das Olympiastadion, die Waldbühne, das benachbarte Naturschutzgebiet Murellenberge, Murellenschlucht und Schanzenwald sowie in der Ferne über Berlin von Spandau bis zum Alexanderplatz und bei guter Sicht auf das Brandenburger Umland ermöglichen.